# SpeedFan
SpeedFan è un monitor di sistema per Microsoft Windows che può leggere i valori di temperatura, tensione del sistema di alimentazione e velocità di rotazione delle ventole di diverse parti di un computer. Il tool consente di modificare la velocità di rotazione delle ventole in funzione della temperatura di diverse componenti. L'applicazione consente di visualizzare variabili del sistema mediante un grafico e attraverso un indicatore nella system tray di Windows. L'utente può definire degli eventi per eseguire azioni specifiche in funzione dello stato del sistema.

## Supporto per dischi rigidi
SpeedFan consente anche di monitorare i valori di S.M.A.R.T. per dischi EIDE, SATA e SCSI. A partire dalla versione 4.35, SpeedFan supporta i controller RAID prodotti da Areca. Con la versione 4.38 è stato introdotto il supporto ai controller SATA e RAID prodotti da AMCC.